# Arturo Forrester
Arturo H. Forrester (ur. 29 czerwca 1881, zm. 15 października 1959) – argentyński piłkarz brytyjskiego pochodzenia, grający podczas kariery na pozycji napastnika.

## Kariera klubowa
Arturo Forrester podczas piłkarskiej kariery występował w Belgrano AC. Z Belgrano dwukrotnie zdobył mistrzostwo Argentyny w 1904 i 1908.

## Kariera reprezentacyjna
W reprezentacji Argentyny Browne występował w latach 1905–1907. W reprezentacji zadebiutował 15 sierpnia 1905 w zremisowanym 0–0 meczu z Urugwajem, którym był pierwszym meczem w ramach Copa Lipton. Drugi i ostatni raz w reprezentacji wystąpił 6 października 1907 w wygranym 2–1 meczu z Urugwajem, którego stawką była Copa Newton.
| Mecze i gole w reprezentacji | Mecze i gole w reprezentacji | Mecze i gole w reprezentacji | Mecze i gole w reprezentacji | Mecze i gole w reprezentacji | Mecze i gole w reprezentacji | Mecze i gole w reprezentacji |
| #                            | Data                         | Miasto                       | Przeciwnik                   | Gol                          | Wynik                        | Rozgrywki                    |
| ---------------------------- | ---------------------------- | ---------------------------- | ---------------------------- | ---------------------------- | ---------------------------- | ---------------------------- |
| 1.                           | 15.08.1905                   | Buenos Aires                 | Urugwaj                      |                              | 0:0                          | Copa Lipton                  |
| 2.                           | 06.10.1907                   | Montevideo                   | Urugwaj                      |                              | 2:1                          | Copa Newton                  |